# Ivan Novak (kovač)
Ivan Novak, slovenski politik in prosvetni delavec, * 19. december 1904, Trst, † 23. julij 1979, Trst.
Zaradi težkih gmotnih razmer je po končani ljudski in meščanski šoli odšel v kovaški poklic, katerega je nato opravljal do smrti. Leta 1924 je v tržaškem predmestju Rojan ob ustanovitvi mladinskega društva Zarja vstopil med njegove aktivne člane ter postal društveni tajnik in knjižničar. V društvu je ustanovil tamburaško glasbeno skupino. Med 2. svetovno vojno se je v Trstu pridružil Osvobodilni fronti in bil tajnik prvega krajevnega odbora OF za Rojan. Oktobra 1944 ga je Gestapo aretiral, osvoboditev je dočakal v zaporu. Po vojni je bil imenovan za tajnika okrajnega odbora OF za Rojan, pomagal je pri vzpostavitvi rojanskega prosvetnega društva, delal na področju socialnega skrbstva in se zavzemal, da bi otroci tržaških Slovencev hodili v slovenske šole. Po ukinitvi OF je deloval v tržaški Neodvisni socialistični zvezi ter za odsek za zgodovino tržaške Narodne in študijske knjižnice zbiral gradivo o zgodovini narodnoosvobodilnega boja na tržaškem. Napisal je brošuro Rojan skozi čas (Trst, 1978) in skupaj z Milanom Pahorjem članek O delovanju OF na področju Rojana.